# Grumman G-21 Goose
Grumman G-21 Goose – amerykańska łódź latająca z okresu II wojny światowej

## Historia
Pomysł na budowę lekkiego wodnosamolotu typu amfibia zrodził się wśród bogatych biznesmenów z Nowego Jorku, którzy zwrócili się do wytwórni Grumman Aircraft Engineering Corporation specjalizującej się w budowie wodnosamolotów o budowę lekkiego wodnosamolotu, którym mogliby latać ze swoich rezydencji na Long Island do biur na Manhattanie i który mógłby startować zarówno z powierzchni wody jak i z powierzchni ziemi.
W 1936 roku w wytwórni opracowano nowy wodnosamolot oznaczony jako Grumman G-21. Samolot ten w założeniu był samolotem dyspozycyjnym i przeznaczonym dla prywatnych użytkowników.  W dniu 29 maja 1937 roku dokonano jego oblotu. W czasie prób samolot potwierdził założenia jakie przyjęto przy jego opracowaniu.
Zaraz też zamówiono dla osób prywatnych serię 12 samolotów tego typu i rozpoczęto ich produkcję. Pierwszy samolot seryjny był już gotowy 3 lipca 1937 r.
Już po rozpoczęciu produkcji seryjnej samolotem Grumman G-21 zainteresowały się również linie lotnicze, a także lotnictwo wojskowe. W związku z tym powstały kolejne wersje samolotu, różniące się od prototypu mocniejszymi silnikami oraz wyposażeniem. Powstały również wersje wojskowe uzbrojone w karabiny maszynowe oraz w bomby głębinowe. Gdy zainteresowało się nim lotnictwo brytyjskie otrzymał on dodatkowe oznaczenie Goose (pol. Gęś), pod którym to oznaczeniem używano go w RAF-ie.
Samoloty Grumman G-21 Goose produkowany był w latach 1937 – 1945 i w tym okresie łącznie wyprodukowano około 350 samolotów wszystkich wersji
Wersje samolotów Grumman G-21 Goose:
- G-21 – prototyp i pierwsza seria produkcyjna
- G-21A (oznaczenie wojskowe OA-9) – wersja z mocniejszym silnikiem, przejęta przez lotnictwo wojskowe
- JRF-1 i JRF-4 – wersje dla marynarki wojennej
- JRF-2 i JRF-3 – wersje dla Straży Ochrony Wybrzeża
- JRF-5 (oznaczenie brytyjskie Goose-I) i JRF-6 (oznaczenie brytyjskie Goose-IIA) – wersje przeznaczone dla lotnictwa RAF.

## Użycie
Wodnosamolot Grumman G-21 Goose początkowo był przeznaczony dla lotnictwa cywilnego i miał to być samolot dyspozycyjny. Takie też przeznaczenie miały pierwsze wyprodukowane samoloty.
W późniejszym okresie samoloty te zostały częściowo przejęte przez lotnictwo Marynarki Wojennej Stanów Zjednoczonych oraz Straż Ochrony Wybrzeża. A następnie trafiły tam specjalne produkowane dla lotnictwa wojskowego samoloty.
Samoloty tego typu zostały zakupione także przez lotnictwa innych państw, gdzie były w okresie II wojny światowej używany w lotnictwie wojskowym, do celów komunikacyjnych, lotów zwiadowczych i ratowniczych.
Po zakończeniu II wojny światowej część z tych samolotów zakupiło lotnictwo cywilne oraz użytkownicy prywatni. Samoloty tego typu używano w lotnictwie cywilnym do połowy lat osiemdziesiątych XX wieku.

## Opis konstrukcji
Samolot Grumman G-21 Goose to wodnosamolot w układzie latającej łodzi, górnopłat o konstrukcji całkowicie metalowej.
Kadłub o podłożu dwuredanowym, konstrukcji skorpuowej. Z przodu kadłuba pod płatami mieściła się dwumiejscowa kabina załogi, a za nią kabina główna mieszcząca miejsca dla 6 osób. Podwozie główne kołowe wciągane w locie w boki kadłuba, a kółko ogonowe w kadłub.
Napęd stanowił dwa silniki gwiazdowe umieszczone w gondolach na skrzydłach samolotu po obu stronach kadłuba.